# ПЗЛ P-8
ПЗЛ P-8 (пољ. PZL P-8) је пољски ловачки авион. Авион је први пут полетео 1931. године. 

Распон крила авиона је био 10,40 метара, а дужина трупа 7,30 метара. Празан авион је имао масу од 971 килограма. Нормална полетна маса износила је око 1420 килограма.

## Наоружање
| Наоружање авиона: ПЗЛ          |          |
| Ватрено (стрељачко) наоружање  |          |
| Топ                            |          |
| Митраљез                       |          |
| Број и ознака митраљеза        | 2 Викерс |
| Калибар                        | 7,7      |
| Бомбардерско наоружање (бомбе) |          |
| Ракетно наоружање (ракете)     |          |